# Akamaru
Akamaru er en fiktiv hund fra manga- og anime-serien Naruto.
 Akamaru er Kiba Inuzuka's trofaste tjener den følges med ham, hvor end de drager hen. Kiba fik Akamaru som lille af sin mor, Tsume Inuzuka. Hun ville have ham til at træne Akamaru op, så den kunne beskytte ham. Akamaru betyder "rød hund"